# Aristotel Căncescu
Aristotel Adrian Căncescu (n. 17 ianuarie 1952, Timișoara, România) este un politician român, între 1992-1996 senator de Brașov din partea FSN, apoi PDSR. În legislatura 1996-2000 a fost senator de Brașov din partea PD. Ulterior, s-a înscris în PNL. La alegerile locale din 2020 a încercat să deturneze filiala locală a Partidului Ecologist iar mai apoi a candidat fără succes pe listele ALDE. 

## Studii
Aristotel Căncescu a absolvit Facultatea de Mecanică a Institutului Politehnic Brașov în anul 1977. În anul 2001 a obținut titlul doctor în management de la Universitatea Politehnică București.

## Președinte al Consiliului Județean Brașov
Din iulie 2000 a fost președintele Consiliului Județean Brașov, la al treilea mandat. Căncescu este deținătorul trustului de presă Mix și cunoscut ca și mogul de presă la Brașov.
Începând cu anul 2006 a inițiat realizarea aeroportului Brașov.
În anul 2013 a primit o distincție din partea mitropolitului Laurențiu Streza. În data de 5 octombrie 2014 a primit din partea patriarhului Daniel ordinul „Sfinții Martiri Brâncoveni.”

## Acuzații de corupție
În data de 6 octombrie 2014, a fost reținut de procurori sub acuzația de fapte de corupție.

În iunie 2017, Aristotel Adrian Căncescu a fost trimis în judecată de procurorii DNA pentru luare de mită și abuz în serviciu.
Pe 3 noiembrie 2016 Aristotel Căncescu a fost trimis în judecată de DNA pentru abuz în serviciu alături de George Scripcaru. Pe 17 ianuarie 2022 , când a împlinit 70 de ani, Curtea de Apel Brașov l-a achitat pe acesta în acest dosar.
La data de 1 februarie 2022, polițiști din cadrul Poliției Stațiunii Râșnov au pus în executare un mandat de executare a pedepsei închisorii, emis de Tribunalul Brașov pe numele lui Căncescu Aristotel Adrian prin care este condamnat la o pedeapsă de 7 ani și 10 luni închisoare pentru săvârșirea de infracțiuni de corupție. 
De asemenea, instanța a decis confiscarea de la S.C. Canaris S.R.L. Brașov, firmă controlată de Căncescu, a sumei de 1.248.704,95 lei, care ar fi fost primită ca mită.